# Christmas Tree (bài hát của Lady Gaga)
"Christmas Tree" là bài hát của nữ ca sĩ-nhạc sĩ người Mỹ, Lady Gaga. Bài hát được phát hành vào ngày 16 tháng 12 năm 2008 dưới dạng đĩa đơn quảng bá được tải kỹ thuật số trên mạng. Nó được viết bởi Gaga và Rob Fusari và được sản xuất bởi Martin Kierszenbaum và Space Cowboy. Bài hát được trình bày bởi Lady Gaga hợp tác với Space Cowboy. Về mặt âm nhạc, ca khúc "Christmas Tree" bị chịu ảnh hưởng bởi nhạc dance-pop và electropop. Đoạn điệp khúc của ca khúc tương tự như ca khúc Giáng sinh khác như "Deck the Halls" với đoạn "rum pum pum pum". Về mặt ca từ, ca khúc nói về quan hệ tình dục công khai.
"Christmas Tree" nhận được các đánh giá khác nhau từ các nhà phê bình. Các nhà phê bình đánh giá cao về giai điệu vui nhộn phù hợp với lễ Giáng sinh, nhưng mặt ca từ về tình dục thì lại bị đánh giá là "không phù hợp trong lễ Nô-en. Bài hát được xếp hạng 79 trên Canadian Hot 100 vào tháng 1 năm 2009. Ca khúc cũng xếp hạng 18 trên bảng xếp hạng RIAJ Digital Track Chart của Nhật Bản và hạng 23 trên bảng xếp hạng Holiday/Seasonal Digital Songs Chart của Billboard tại Mỹ vào cuối năm 2010.
Ca khúc được lấy làm ca khúc quảng bá cho trang mạng Amazon.com cho "25 Days of Free". Bài hát cũng xuất hiện trong một số album tổng hợp, như album Now That's What I Call Christmas! 4.

## Bối cảnh ra đời
"Christmas Tree" là một bài hát thuộc chủ đề giáng sinh hoàn thành bởi giọng hát của Lady Gaga và Space Cowboy . Ca khúc được viết bởi Gaga và Rob Fusari  và được sản xuất bởi Martin Kierszenbaum, Space Cowboy . Space Cowboy và Lady Gaga làm quen với nhau tại Los Angeles vào năm 2007 bởi nhà sản xuất "Martin Kierszenbaum" của nhãn Gaga . Kierszenbaum đề nghị 2 người nên có sự hợp tác với nhau sau khi ông được nghe ca khúc "My Egyptian Lover" của Space Cowboy  với sự góp giọng của ca sĩ Nadia Oh. Sau đó, Lady Gaga và Space Cowboy đã làm việc với nhau và kết quả của sự hợp tác ấy đã cho ra đời 2 đĩa đơn "Christmas Tree" và "Starstruck" nằm trong album The Fame của Gaga, phòng thu âm ca khúc nằm dọc theo bờ biển phía Tây của Hoa Kỳ. Space Cowboy nhận xét về cách làm việc với Lady Gaga trong một cuộc phỏng vấn với tạp chí URB :

"Chúng tôi đã tìm ra phương pháp và chia sẻ khá nhiều kinh nghiệm cùng với nhau, chúng tôi đã được làm những việc tương tự như thế này ở những nơi đối diện của Đại Tây Dương. Sau đó, tôi vào phòng thu để viết một số bài hát với Lady Gaga và đã cho ra đời 2 ca khúc "Starstruck" và "Christmas Tree". Lady Gaga quả thật là một nghệ sĩ đầy sáng tạo, cô ấy thật tuyệt vời - một nhạc sĩ thực thụ và đầy tài năng mà tôi chưa bao giờ thấy, và cô ấy cũng là người biểu diễn hết mình trước đám đông khán giả."

## Diễn biến trên các bảng xếp hạng
Bởi một số lượng lớn tải về, "Christmas Tree" đã xuất hiện trên bảng xếp hạng "Canadian Hot 100" với vị trí 79 trong tuần đầu tiên của tháng 1 năm 2009 và bài hát chỉ nằm trong bảng xếp hạng một tuần.

## Danh sách ca khúc và định dạng
- Download iTunes Bắc Mỹ[9]

1. "Christmas Tree" (hợp tác với Space Cowboy) – 2:22

## Xếp hạng
| Bảng xếp hạng (2008–10)                  | Vị trí cao nhất |
| ---------------------------------------- | --------------- |
| Canadian Hot 100                         | 79              |
| Japanese RIAJ Digital Track Chart        | 18              |
| Billboard Holiday/Seasonal Digital Songs | 23              |